# Desiderio Fajardo
Desiderio Fajardo Hermida (Madrid, Comunidad de Madrid, España, 10 de diciembre de 1899) fue un futbolista español. Jugaba de medio.

## Trayectoria
- Categorías inferiores Atlético de Madrid
- 1916-28 Atlético de Madrid

## Internacionalidades
Fue internacional con la selección de fútbol de España en una ocasión.
Su debut se produjo el 18 de diciembre de 1921 en un amistoso disputado frente a Portugal en Madrid. Debutó junto con sus compañeros de equipo Pololo y Luis Olaso, convirtiéndose en los  primeros internacionales de la historia del Atlético de Madrid.